# Gian Nicola Berti
Gian Nicola Berti (San Marino, 9 de agosto de 1960) es un deportista especializado en tiro olímpico, político, abogado y notario sanmarinense.
Desde el día 1 de abril de 2016 y hasta el 1 de octubre de 2016, junto a Massimo Andrea Ugolini, fue Capitán Regente de San Marino.

## Biografía
Nacido en la Ciudad de San Marino, el día 9 de agosto de 1960.
Es hijo del político y abogado Gian Luigi Berti y hermano de la política María Luisa Berti, que ambos han ocupado el cargo de Capitán Regente de San Marino.

### Carrera deportiva
En el año 1985 inició profesionalmente su carrera deportiva como tirador de tiro olímpico, cuando se presentó por primera vez a la primera edición de los Juegos de los Pequeños Estados de Europa, los cuales tuvieron como sede el mismo país "San Marino 1985".
Dos años más tarde, ganó una medalla de oro en la segunda edición de los Juegos de los Pequeños Estados de Europa de "Mónaco 1987" y una de plata en los Juegos Mediterráneos de 1987 celebrados en la ciudad de Latakia (Siria), donde obtuvo un total de 215 puntos y consiguió que fuese la primera vez en la historia que San Marino lograra una medalla en esta competición.
Luego pasó a las olimpiadas como representante de San Marino en la Categoría de tiro de los Juegos Olímpicos de "Seúl 1988" (Corea del Sur), donde finalizó en el puesto número 33 en una escala de 140 puntos.

### Política
| Predecesor: Nicola Renzi Lorella Stefanelli | Capitán Regente de San Marino Junto a Massimo Andrea Ugolini | Sucesor: Marino Riccardi Fabio Berardi |